# بلوجي
بلوجي، (بالإنجليزية: Ploaghe)‏، (سردينيا: Piàghe) هي بلدية، في مقاطعة ساساري في منطقة سردينيا الإيطالية، وتقع على بعد حوالي 160 كم (99 ميل) إلى الشمال من كالياري، وحوالي 21 كم (13 ميل) جنوب شرق ساساري.

## السكان
في سنة 1861 بلغ عدد السكان 3٬038 نسمة، وتطور العدد ليصل في سنة 2011 لـ 4٬653 نسمة.
يظهر هذا المخطط البياني تطور النمو السكاني لـ بلوجي